# Cephalocoema
Cephalocoema är ett släkte av insekter. Cephalocoema ingår i familjen Proscopiidae.

## Dottertaxa tillCephalocoema, i alfabetisk ordning[1]
- Cephalocoema acus
- Cephalocoema alejandroi
- Cephalocoema apucaranensis
- Cephalocoema bicentenarii
- Cephalocoema bonariensis
- Cephalocoema borellii
- Cephalocoema caaguazu
- Cephalocoema canaliculata
- Cephalocoema carinata
- Cephalocoema centurioni
- Cephalocoema chapadensis
- Cephalocoema chapmani
- Cephalocoema civis
- Cephalocoema curtirostris
- Cephalocoema daguerrei
- Cephalocoema dimidiata
- Cephalocoema dubia
- Cephalocoema falax
- Cephalocoema flavirostris
- Cephalocoema furva
- Cephalocoema fusca
- Cephalocoema gaucha
- Cephalocoema glabra
- Cephalocoema hastata
- Cephalocoema ignorata
- Cephalocoema insolita
- Cephalocoema insulae
- Cephalocoema ituana
- Cephalocoema lutescens
- Cephalocoema malkini
- Cephalocoema melloleitaoi
- Cephalocoema meridionalis
- Cephalocoema mineira
- Cephalocoema moogeni
- Cephalocoema multispinosa
- Cephalocoema nigrotaeniata
- Cephalocoema pacata
- Cephalocoema pararostrata
- Cephalocoema paulistana
- Cephalocoema pustulosa
- Cephalocoema rostrata
- Cephalocoema sica
- Cephalocoema simillima
- Cephalocoema sublaevis
- Cephalocoema teretiuscula
- Cephalocoema tucumana
- Cephalocoema zilkari